# 大連ソフトウェアパーク

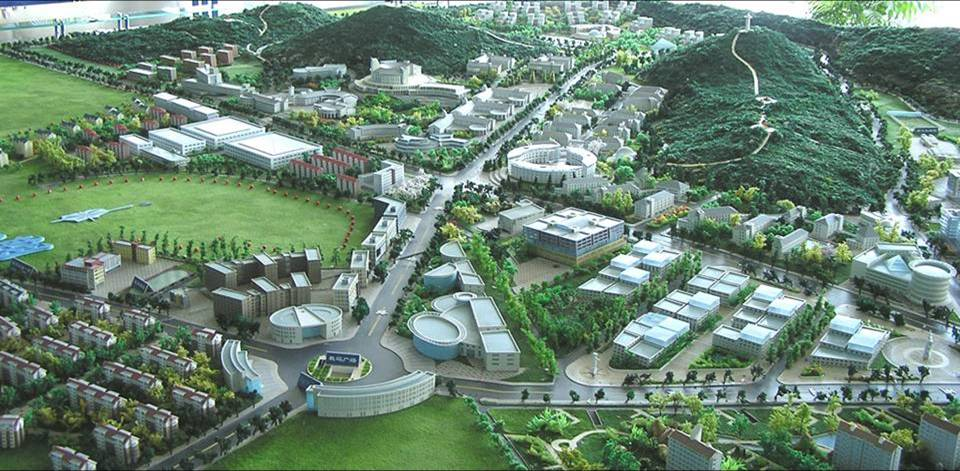
大連ソフトウェアパーク建物群の模型図

大連ソフトウェアパーク（だいれん-ソフトウェアパーク 中文表記：大連軟件園）は英語略字からDLSPとも呼ばれ、中華人民共和国遼寧省大連市の西郊外の学園地区に、1998年6月に創設されたIT関係を中心にした工業地域である。広い意味での大連ハイテクゾーンの一部でもある。日本・欧米・中国のIT関係の会社が多く集積する場所だが、特に日本から受注したITO業務やBPO業務が多いのが特徴である。
大連ソフトウェアパークは中国に11か所ある「国家ソフトウェア産業基地」の1つで、また「ソフトウエア輸出基地」の1つでもあるが、大連市はその中でも唯一の「ソフトウェア産業模範都市」である。現在、大連ソフトウェアパークに進出している企業数は約400社であるが、そのうち「フォーチュン」誌のグローバル・トップ500企業が32社を占めている。

## 世界のIT業務の海外アウトソーシングへの流れ
世界の先進国のIT関係の仕事は膨大になっており、最近各社は常に要員不足とコスト高に悩まされていて、社外へアウトソーシング（委託）する例が多くなっている。世界の趨勢は国内の地方アウトソーシングから、発展途上国などへの海外アウトソーシングへ向かう傾向になっており、こうしたIT委託業務は、アプリケーション・ソフト開発、組み込みソフトの開発、研究開発などのITO（IT Outsoucing）、データ入力、コールセンター、人事・総務会計業務などのBPO（Business Process Outsourcing）がある。

### インドのバンガロール
インドでは、大学以上は英語で勉強するような英語に強い事情、1970、1980年代の早くからIT教育に力を入れて、バンガロールに代表される地域に欧米からのIT関連アウトソーシングが殺到している。

## 大連市のソフトウェア産業の始まり
大連市でのソフトウェア開発は比較的早期に始まり、中国で改革・開放が始まった1980年代の末に、西郊外に大連ハイテクゾーン（大連高新技術園区）を設立している。1990年代前半には、海外からのソフトウェア開発依頼も始まり、DHC（大連華信、もと大連市コンピューターセンター）、Hisoft（大連海輝）などの大連地元の企業もこの大連高新技術園区に設立されて、日本の先進的なIT企業（NTTデータ、NEC、日立ソフトなど）がおもにアプリケーション・ソフト開発の委託を行なってきた。

### 大連ハイテクゾーン
大連ハイテクゾーン（大連高新技術産業園区）は、1980年代末に、北郊外の製造企業を中心として集める大連開発区の創立と呼応して、西郊外の旅順南路沿いの大連理工大学や東北財経大学がある学園研究地区に設立されて、高新技術園区管理委員会が管理している。ビルはほぼ私営の各会社が建てており、奥の方は薬品・機械製造会社などもある混合型の工業区で、大連市に早くからあるIT企業（DHC、Hisoftなど）はここに立地している。

## 大連ソフトウェアパークの誕生
1990年代後半に入り、大連ハイテクゾーンのある西郊外に、大連ソフトウェアパーク（総面積3平方キロ）が、1998年に設立されている。ここは3方が山に囲まれ、1方が海に囲まれた起伏に富んだところで、大連理工大学、東北財経大学などがある学園研究地区である。
このプロジェクトは私企業（億達集団）が出資して、億達集団のグループ会社（大連ソフトウェアパーク（DLSP））に、土地の整備、建物の建設・管理、人材の育成、国内・海外への宣伝・誘致をまかせたもので、こうした事業は中国では通常政府系の管理委員会は行なうので、初めての試みといわれている。

## その沿革
発足とほぼ同時に、東軟グループ（中国語名：東軟集団、英文名：Neusoft Group、本社：中国遼寧省瀋陽市）が入園し、また園内に東軟集団と大連ソフトウェアパークとの共同出資で、中国でも当時めずらしい私立の東北大学  東軟情報大学（東軟信息学院）が設立されて、IT専門家（プログラマーなど）の教育も始まった。日本企業としては、アルパイン、松下通信などが早くから入園して、また日本企業から中国企業へIT業務アウトソーシング（ITO；　中軟軟件、共創軟件など）および一般業務アウトソーシング（BPO；　大連信華など）が来ている。
そして、21世紀に入ると、欧米企業（Genpact（GEの子会社）、IBM、HP、SAPなど）が、特にその日本子会社のソフトウェア開発・情報サービスのアウトソーシングを始め、現在は欧米の業務も増やしており、また大連を日本語・韓国語・英語・中国語・広東語も含めた東アジアのセンターとする企業も出る（DellとHP）など、国際化の真っ只中にある。

## その現状
2008年7月現在、大連ソフトウェアパークには合計401社があり、うち
- 32% 国内（中国）企業
- 42% 外国企業
  - 26% 日本企業
  - 15% その他外国企業（欧米・韓国・台湾・香港など）

である。
こうして、インドのバンガロールにならって、ここを「中国のバンガロール」にするのを目標として、別名「中国北方の緑のシリコンバレー」とも呼ばれている。

### 人材と情報管理
2006年の調べで、大連ソフトウェアパークの業務は
- 40% アプリケーション・ソフト開発
- 30% BPO
- 10% 組込みソフト開発
- 20% その他（図面作成、回路設計、製品開発、アニメーションなど）

になっている。
人材的には、アプリケーション・ソフト開発は大学の理工系卒業生がおもで、さらにハードウェアや通信の知識を大学でも教えて組込みソフトの専攻生も出ている。また、一般業務（BPO）は文科系学部の卒業生、高卒、中卒が従事しているが、個人情報管理の面で大連市ソフトウェア協会が日本情報処理開発協会（JIPDEC）との協力で作った中国版プライバシーマークPIPA（Privacy Information Protection Assessment）を取得している企業も多い。高新技術園区にはアニメーション・コリドア（動漫走廊）ができていて、専門学校、大学でアニメーション、動画、漫画、ビデオゲームで専攻した人たちの活躍も増えている。
こうして、大連ソフトウェアパークでの業務は、理工系の人たち、文科系の人たち、芸術系の人たちを含む範囲に拡大して、様々な分野の市民が従事できる重要な産業に育ってきているといえる。

### 大連市の特徴
大連市は中国の東北地区（旧満州）の最南端にあり、冬は寒い地区であるが、3方を海に囲まれて、東北地区では比較的温和で、空気もきれいなところといわれている。航空便は国内の主要都市へはもちろん、韓国・日本へも便利で、特に日本へは9つの都市（札幌、仙台、東京、富山、名古屋、大阪、岡山、広島、福岡）へ直通便があり、中国では北京・上海は別として、こうした多くの直通便のある都市はなく、東京〜大連は2時間半で近くに感じる。
大連は人口6百万弱の、中国では中級都市であるが、東北地区で最も発展した都市で、東北3省（人口は1億3千万人で日本とほぼ同じ）の最も優秀な人たちが就職を目指す所といわれている。

### IT人材、英語・フランス語・日本語・韓国語人材
IT人材は大連および東北地区の理工系大学から来ている。大連では、大連理工大学、大連交通大学、大連海事大学、パーク内の東軟信息学院などである。大連理工大学と大連交通大学は、これまでの理工系学部に加えて、最近ソフトウェア学部（軟件学院）を設けていて、また大連外国語学院の軟件学院では3年間日本語をおもに学び、あとの2年はITをおもに学ぶような複合教育を始めている。東北地区の他都市では、遼寧省・瀋陽市の東北大学、吉林省・長春市の吉林大学、黒龍江省・ハルビン市のハルビン工業大学などがある。文科系大学では、大連の大連外国語大学、東北財経大学などがある。
英語人材は、中国の大学では大多数が英語を第1外国語として学ぶので、そうした人材は多いが、インドと比べると英語を実用化しているわけではいないので、差は大きい。ただし、開発区にインテルの工場が計画され、また米国系IT企業が日本語を中心とした業務に英語を中心とした業務を増加しているので、英語圏への留学帰国組もあいまって、急速に改善のきざしがみられる。フランス語人材は、大連外国語大学（年間100名卒業）、遼寧師範大学（年間30名卒業）、フランス語圏（フランス・カナダのケベック州など）への留学帰国組などからである。
日本語人材については、下記の理由から大連市は特に豊富といわれている。
- 1905年から1945年まで日本の植民地として日本語教育が行われていたという歴史的な背景
- 1963年に創立された大連外国語学院が中国の日本語教育の中心であったこと
- 1980年代に始まった改革開放で大連市に多くの日本の製造企業が進出したこと

このため日系や中国系のIT企業はもとより、欧米系のIT企業も現在はほぼ日本の業務を行なっている。
日本語人材の豊富な一因に、東北地区の朝鮮族の存在がある。中国の56民族の1つである朝鮮族は、中国全体で200〜300万人いるといわれて、大部分は東北地区に住んでいる。家庭では朝鮮語を話し、小中学校は朝鮮語の学校に行き、第1外国語は朝鮮語に文章構造が似ている日本語を選ぶ人が多い。日本へ留学あるいは働きに行って帰った人も多く、大連地区における日本語人材の25%くらいは朝鮮族の人たちであるといわれている。
中国東北部で話されている朝鮮語は北朝鮮の言葉に近いといわれているが、ビジネス用語・外来語の習得など多少の訓練を行うことで韓国語のITサービス提供にも問題がないといわれる。

### 優遇政策
国の外国企業に対する優遇政策には、「2免3減」（黒字になった年から2年間企業所得税を免除、その後3年間半減）があるが、これはWTOの規則に従って、2008年を起年として5年間でなくなり、国内・国外企業は一律25%で課税されるが、ハイテク企業に対しては課税率を15%とする優遇策が残るといわれている。
このほか大連市独自の優遇政策は、3つに集約される。
- 大学卒業生がハイテク企業に就職した場合は、大連市の戸籍を与える（中国は戸籍の移動が自由ではないので、農村出身の学生は、大学を卒業しても通常は農村に帰らねばならない）
- 2004年より、ソフトウェアパークおよび高新技術園区にあるソフトウェア開発企業は、厚生年金の会社積立分を大連市の平均給与額をベースとして算出してよい（これらの企業の給料は他の大連市内の企業に比べ高給である事が多いが、不足する額は大連市が該当基金に補填する）。
- 同上ソフトウェア企業に勤める個人の年収が6万元を超える場合は、納付済みの国税が全額還付される。個人に還付された分の税金は大連市が国税局に補填する(しかし2010年分からは還付処理が滞っているが理由は一切開示されていない。大連地下鉄工事費用の高騰化による大連市政府の財政難に流用されているとの報道もあるが大連市政府は情報開示には応じていない。 2010年度分の還付処理につきましては2012年11月12日〜18日の週に行われました）。

### 東京事務所の設立
大連市ハイテクゾーン管理委員会は2008年11月に、東京・新宿住友ビルに「大連（日本）ソフトウェアパーク」を開設して、大連市のIT関連企業が事務所を作れるようにし、大連ソフトウェアパーク(株)も東京事務所（Tel. 03-5323-0878）を開設している。

## 交通
空港、人民路のホテル街、大連駅から、いずれもタクシーで20分。

## その将来
大連のIT産業は、人材の供給が増えているので今後5年、10年は拡大を続けるだろうという多数意見と、いずれは求めている人材に限りが来るので拡大が減速するだろうという少数意見がある。また、ITO業務では中流工程だけでなく上流工程に参加させたい(したい）という希望もあり、BPOについては大連はその経験を元により付加価値の高い業務に移行できる(したい）ということもいわれている。
大連ソフトウェアパークは、大連市内の他箇所への拡張、および中国の他都市への進出という形で進行している。

## 大連ソフトウェアパーク第2期の建設

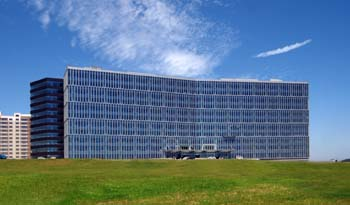
大連アセンダスITパーク

大連ソフトウェアパークの完成が近づき、2003年6月に大連市は「旅順南路ソフトウェア産業帯」構想を発表し、旅順南路の小平島と呼ばれる地域から西へ、黄泥村までを含め、また「大連ソフトウェアパーク2期」（総面積12平方キロ）の開工式を行なった。
2期の東区はシンガポールのアセンダス社（Ascendas、中国語名：騰飛）と大連ソフトウェアパーク（DLSP）の合弁で、大連アセンダスITパークが2007年9月に開業式を終えている。西区は香港の瑞安集団（Shui On Group）に属するシュイオン・ランド（瑞安房地産）との合弁で、大連天地ソフトウェアパークとして、2007年9月に開工式を終えて、2010年に建物が完成予定。

## 大連市内の旅順北路への拡張
大連市内では、周水子国際空港から旅順北路に沿って10キロ西へ、大東溝と呼ばれるところに「大連国際業務アウトソーシング基地」を作る予定が、2007年6月に発表されている。

## 中国の他都市への進出
大連ソフトウェアパークは今までの経験をもとに、各地の高新技術園区管理委員会と協力して、次の3都市への進出が決まっている。
- 湖北省の武漢：武漢“光谷”軟件園。2007年4月から入園が始まっている。武漢は長江の中流の都市で、中国の人口配置の中心に当たり、北京・天津回廊に次いで大学が多いといわれている。
- 江蘇省の蘇州市：蘇州高新区管理委員会との合弁で、蘇州の西郊外、太湖のほとりに建設中。2007年12月から入居可能。
- 天津直轄市：天津新技術開発区（TEDA 泰達）管理委員会との合弁で、天津“泰達”開発区の渤海寄りに建設予定。2008年12月から入居可能予定。

その他、数都市への進出が予定されている。

## 大連市内の主なIT企業・機関

### 大連高新技術園区の会社・機関
（大連高新技術委員会が管理）
- 米国の会社：Dell、Citibank、BearingPointなど
- 中国の会社：華信 (DHC)、海輝 (Hisoft) など
- 日本の会社：Jtekt（豊田工機）、MIコミュニケーションズ、ハルフィルムメーカー、など

### 大連ソフトウェアパーク1期の会社・機関
（大連ソフトウェアパーク（株） DLSPが運営）
- 米国の会社：IBM、Accenture、HP、フィデリティ・インベストメンツなど
- 中国の会社：東軟グループ、中軟軟件、東軟信息学院など
- 欧州の会社：SAP（ドイツ）、BTグループ（英国）、東方源Oostsourcing（オランダのAkyla 40%, Better Be 40%, Insight 20%の合弁会社）など
- 日本の会社：パナソニック モバイルコミュニケーションズ、パナソニック、ソニー、オムロン、アルパイン、住友電装、NEC、横河電機、日立（中国）（バブ日立）、富士通エレクトロニクス（富士通デバイス）、損保ジャパンなど
- その他の地域の会社：BHR-Frontline (Dalian) 博涵前金夆科技（大連）（シンガポール）、FLE Dalian原岩軟件技術（大連）（香港）など

### 大連ソフトウェアパーク2期の会社・機関
大連アセンダス（騰飛）ITパーク
（シンガポールのアセンダス社（Ascendas Pte. Ltd.）とDLSPの合弁会社が建設・運営）
コニカミノルタ、旅順南路ソフトウェア産業帯紹介庁、豊田通商電子（大連）有限公司、など
大連天地ソフトウェアパーク
（香港の瑞安集団（Shui On Group）に属するシュイオン・ランド（瑞安房地産）とDLSPの合弁会社が建設・運営）
建設中、2009年に数棟のビルが完成予定

### 大連市内の他箇所の会社・機関
（市内の他箇所でもIT企業は自由に設立できるが、優遇政策は適用されない）
大連永佳電子技術（Informeida）、阪急阪神東宝グループ ウィズシステム、住生コンピューターサービス、NHST（韓国最大のサーチ・エンジン会社、NHNの関連会社）、大連市ソフトウェア産業局、大連市ソフトウェア協会（大連市軟件行業協会）など

## 大連市の業務アウトソーシングの沿革
- 1992年 大連市コンピュータセンター（DCC）がNTTデータのアプリケーション開発を受注
- 1996年 DCCから大連華信（DHC）を分離・独立。大連海輝（Hisoft）が創立
- 1998年 大連ソフトウェアパークの定礎式（6月）
- 1999年 大連ソフトウェアパークの開業式。東軟グループが入園（7月）
- 2000年 東北大学 東軟信息学院が発足（9月）
- 2001年 日本の情報サービス産業協会 (JISA)・中国ソフトウェア業界協会 (CISA) 共催の「第5回 中日情報サービス産業懇談会」を大連市で開催（7月）。松下通信が日本企業として初めて入園（9月）
- 2002年 大連華信が中国のソフトウェア輸出ランキングで首位に
- 2003年 大連市が旅順南路ソフトウェア産業帯の建設を発表、大連ソフトウェアパーク2期の開工式（5月）。第1回中国国際ソフトウェア・情報サービス交易会（CISIS）を開催（7月）。IBM、Accenture、CSK、トライアルカンパニーなどが入園
- 2004年 HP、SAP、オムロンなどが入園
- 2005年 CISIS交易会で「中日組み込みソフトセミナー」を開催、T-Engine実験室もオープン（6月）
- 2006年 中国の「国家プロジェクト1110」（国内に1000のアウトソーシング企業を作り、世界トップ500企業のうち100社に中国でアウトソーシング子会社を作ってもらい、10都市をアウトソーシング基地とする）に、大連市も選ばれた
- 2007年 大連ソフトウェアパーク2期で、大連アセンダスITパークが開業式（9月）、大連天地ソフトウェアパークが開工式（9月）
- 2008年 大連ソフトウェアパークは10周年を迎えて（6月）、新日本製鐵、シスコシステムズ、損保ジャパン、BTグループ、フィデリティ・インベストメンツなど世界的に有名な企業が入園。東京・新宿住友ビルに「大連（日本）ソフトウェアパーク」を開設

参照
- 大連ソフトウェアパークの歩み[リンク切れ]（中国語で）
- 華信DHCの発展の歩み（中国語で）
- 海輝Hisoftの沿革

## 中国の他都市について
中国には市レベル、省レベル、国レベルのソフトウェアパークは、全部で30か所とも50か所ともいわれている。いわゆる国家レベルのソフトウェアパークは11か所あり、上海、北京、大連、広州、杭州、西安、成都、などである。
各都市のIT関係企業の立地比較では、
- 上海：中国の商業の中心で、中国に売る商売のIT企業が立地するのに適していて、米国企業を中心に立地が多く、また浦東地区に上海張江ハイテクパーク（上海張江高科技園区）もある。
- 北京：早くから北京大学・清華大学付近の中関村と呼ばれる地域に中国のIT企業が立地している。中国の政治の中心で、いまだ政府統制が多い通信関係の企業も多く、優秀な大学が多いので研究開発会社が多く設立されている。中関村の北部には中関村ソフトウェアパーク（中関村軟件園）もある。
- 西安・成都：戦争中に中国の多くの大学が疎開した地域で、近くにロケット基地があり、電子工業も多い。英語・日本語関係はまだまだとされるが、西安軟件園には富士通、NTTデータ（用友軟件との合弁会社）などが進出、成都“天府”軟件園にはIBMが進出している。

各都市のコスト比較はさまざまな形で行なわれているが、いろいろな要素（その土地の給与・住宅費・食料費・英語／日本語の能力など）をインデックス化して、上海を1.0とすれば、北京（およびインドのバンガロール）はほぼ同じ、大連は0.7、西安・成都などの内陸都市は0.6くらいになるなどの分析もある（2003年の調査）。

## 世界の類似地域について
- 米国のシリコンバレー（カリファオルニア州）、リサーチ・トライアングル・パーク（ノースカロライナ州ローリー市）、シンガポールのサイエンスパークSingapore Science Park、インドのバンガロール、フランスのエアロスペースバレーAerospace Valley（トゥールーズ）など
- 日本の筑波研究学園都市（茨城県）、かながわサイエンスパーク（神奈川県川崎市）、横須賀リサーチパーク（神奈川県横須賀市）、関西文化学術研究都市（大阪府・京都府・奈良県）、ソフトピアジャパン（岐阜県）、など
- 世界のハイテクパーク（Wikipedia英語版のList of technology centers と List of research parksなどの統合）、日本の工業団地一覧、など

## 参照項目
- 大連ハイテクゾーン（大連高新技術産業園区）
- ハイテクパーク

## さらに詳しくは
- 「Doing Our Homework」（宿題をやろうね）：ニューヨークタイムズ紙のコラムニスト、トーマス・フリードマンの業界では有名な記事（2004-06-24）
- 中国は「日本のオフィス」に変貌できるか （「日経エレクトロニクス」誌 2007.10.12.）
- 中国ソフトウェアパークの現状と動向 （CICC報告）
- ソフトウェア先進国・中国の驚くべき「産学官提携」　（「プレジデント」誌 2004.11.29.）

## 参考資料
- 大前研一著『チャイナ・インパクト』（講談社、2002）
- 何徳倫 著『大連は燃えている、大連のソフトウェア開発実情』（出版：エスシーシー、2005）大連のIT産業に関する本
- 大和田尚孝 記者「みなぎる中印ITパワー、日本を飲み込む105万人のエリート集団」（『日経コンピュータ』誌 2005年5月2日号）
- ソフトウェア海外調達研究会 著『中国オフショア開発ガイド、〜ソフトウェアの海外調達法〜 』（コンピュータ・エージ社、2005）
- トーマス・フリードマン著『フラット化する世界』（日本経済社、増補・改訂版 2006）第1章に大連のIT産業について詳しく書かれている
- 関 満博 編『中国の産学連携』（新評論、2007）